# Клижув
Клижув (пол. Kłyżów) — село в Польщі, у гміні Пишниця Стальововольського повіту Підкарпатського воєводства.
Населення — 2184 особи (2011).
У 1975-1998 роках село належало до Тарнобжезького воєводства.

## Демографія
Демографічна структура станом на 31 березня 2011 року:
|          | Загалом | Допрацездатний вік | Працездатний вік | Постпрацездатний вік |
| -------- | ------- | ------------------ | ---------------- | -------------------- |
| Чоловіки | 1121    | 237                | 773              | 111                  |
| Жінки    | 1063    | 222                | 600              | 241                  |
| Разом    | 2184    | 459                | 1373             | 352                  |